# Carlos Bleck
Carlos Eduardo Bleck O TE • Com C • Com I (Dafundo, 23 de Maio de 1903 — Lisboa, 7 de dezembro de 1975) foi um piloto de avião e o primeiro aviador civil português.
Voou pela primeira vez aos dezanove anos de idade, no Grupo de Esquadrilhas de Aviação da República, com a duração de 15 minutos. A 21 de Novembro de 1922 foi admitido na Escola Militar de Aviação com o intuito de obter o estatuto de aviador civil. Contudo, o desejo teve de ser adiado por razões de ordem particular relacionadas com o seu estado de saúde. Carlos Bleck foi forçado a abandonar o curso, poucos dias após ter sido admitido, mas regressou em 1925 para conseguir o primeiro diploma português de aviação civil, tirado numa escola militar.
Dois anos mais tarde fez a sua primeira viagem (Londres-Tancos-Lisboa) a pilotar um Moth/Cirrus de 90 cavalos. Em 1928 tentou voar até à Índia Portuguesa mas um problema no motor impediu-o de ir mais longe que o deserto da Arábia, a metade do percurso. Nesse mesmo ano tentou fazer a travessia do Atlântico Norte mas não obteve os apoios necessários. Fez nova tentativa em 1929 e voltou a não conseguir.
Os anos de 1930 e 1931 ficaram marcados como os anos em que Bleck fez a ligação aérea Lisboa-Angola-Lisboa, juntamente com o piloto Humberto da Cruz.
Em 1930 fez parte da direcção do Aeroclube de Portugal que fundou a primeira escola de aviação civil portuguesa.
Sozinho fez o voo de Portugal a Goa, em 1934. Mais tarde tornou-se fundador da Companhia de Transportes Aéreos e integrou o Conselho Administrativo da TAP (Transportes Aéreos Portugueses).

## Condecorações
- Oficial da Ordem Militar de Cristo (20 de Março de 1928)
- Comendador da Ordem Militar de Cristo (1 de Maio de 1931).
- Oficial da Ordem Militar da Torre e Espada, do Valor, Lealdade e Mérito (11 de Julho de 1931)
- Comendador da Ordem do Império (11 de Junho de 1964).[2]